# (6285) Ingram
(6285) Ingram es un asteroide perteneciente al cinturón de asteroides, región del sistema solar que se encuentra entre las órbitas de Marte y Júpiter, descubierto el 2 de marzo de 1981 por Schelte John Bus desde el Observatorio de Siding Spring, Nueva Gales del Sur, Australia.

## Designación y nombre
Designado provisionalmente como 1981 EA26. Fue nombrado Ingram en homenaje a Vernon y Elizabeth Ingram, que ejercieron de profesores durante dieciséis años en la escuela Ashdown House, que forma parte del Instituto de Tecnología de Massachusetts. En ese tiempo interactuaron con miles de estudiantes. Vernon, fue quien descubrió el defecto genético de la anemia de células falciformes, en la actualidad ejerce de profesor de biología en el MIT.

## Características orbitales
Ingram está situado a una distancia media del Sol de 2,679 ua, pudiendo alejarse hasta 3,190 ua y acercarse hasta 2,168 ua. Su excentricidad es 0,190 y la inclinación orbital 1,989 grados. Emplea 1602,10 días en completar una órbita alrededor del Sol.

## Características físicas
La magnitud absoluta de Ingram es 14,9. 